# عطا (القصيم)
مركز عطا تقع غرب منطقة القصيم وتبعد عن مدينة بريدة 170 كم، وترتبط إدارياً بمحافظة النبهانية وهي أحد هجر ديار بني عمرو من حرب في القصيم.ويقع مركز عطا على الضفة الشمالية ل وادي الرمة عندما يحاذي نفود الميسرية طريق القصيم المدينةالمنورة يقع بالقرب من طريق القصيم المدينة السريع حيث يصلها به طريق زراعي بواقع 12 كم.

## المعالم
يقع بها جبال محيوه وهي هضاب حمراء مطلة على وادي الرمة في طرف نفود الميسرية.

### الخربة
تقع بين هضاب المطايات الواقعة عند الطرف الجنوبي لجبل أبان الأسمر وبين هضبة نجابة الرابضة في مجرى وادي الرمة عندما يحاذي الطرف الشرقي لنفود الميسرية وهو أول أستقرار للأمير فيحان الذويبي بعد حياة البادية وبعد نزوله في الخربة أتضح عدم أهليتها للسكن حيث قلة المياه، ثم أنتقل للميسرية.

### قرية الميسرية
تقع على مساحة ضيقة بين مجرى وادي الرمة ونفود الميسرية عند منتصف نفود الميسرية، وبالمناسبة فإن نفود الميسرية تحاذي مجرى وادي الرمة تماما عدى بعض المسافات القصيرة التي يبتعد فيها المجرى عشرات الأمتار ثم يعود. وقد سكن الأمير فيحان الذويبي رحمه الله في الميسرية هو وبعض جماعته بعد أنتقاله من الخربة ثم تركها بعد سنة الهدام أو الغرقة ونزل شمال الوادي في مركز عطا حالياً.

### الميسرية
نفود الميسرية ذات رمال ذهبية يحفها وادي الرمة عند عبوره المنطقة في طرفها الشمالي الغربي.

### وادي الرمة
يمر عطا ويلتقي وادي الرمة بوادي عطا في مخنق ضيق مما تسبب في حدوث قاع كبير جدا
في بطن وادي الرمة عندما يحاذي مسيرة نفود الميسرية جنوب مركز عطا يقع نخل الأمير فيحان الذويبي، الذي تجاوز سبعين عاما تقريباً حيث أن فيحان توفي رحمه الله عام 1376هـ والنخل موجود قبل هذا التاريخ، ويشتهر هذا النخل بجودة تموره أيام كان يجد عناية الناس به لحاجتهم إليه وهو من نوع الشقر والمكتومي.

## التأسيس والإمارة
أمرائها أسرة الذوبه " الذويبي " من بني عمرو من قبيلة حرب"
كانت أول هجرة يتخذها الذوبه لجماعتهم في القصيم هي مدينة الشبيكية وذلك عام 1333هـ وفي عام 1351هـ أخذ الأمير فيحان الذويبي هجرة محيوة من عبد العزيز آل سعود بإقطاع له ولجماعته وأنتقل منها فيما بعد إلى الخربة ثم تركها وأنتقل إلى الميسرية وأقام بها قرية حتى غرقت سنة 1376هـ بسنة ما يعُرف ب«سنة الهدام» أو «الغرقة»، التي شملت بعض مناطق الجزيرة بمعدلات متفاوتة، إلاّ أن الضرر الأكثر تركز على القصيم وسدير.بعد ذلك أسس الأمير فيحان بن ناهس الذويبي مركز عطا عام 1376هـ إلا أنه توفى في نفس العام
2/ بعد وفاة فيحان بن ناهس الذويبي 1376 هـ صار أميرها نايف بن ناهس الذويبي.
3/ بعد تعيين نايف بن ناهس الذويبي أميراً للفوج السادس بالمدينة عام 1378 هـ صار أميرها ذعار نايف الذويبي.
4/ مركز عطا تأسس 1396هـ أول أمير مركز ناهس بن فيحان الذويبي
5/ بعد وفاة ناهس بن فيحان الذويبي عام 1396هـ صار أمير المركز في عطا ذعار نايف الذويبي.
6/ بعد تقاعد ذعار نايف الذويبي عام 1427 هـ صار رئيس المركز فيحان ناهس فيحان الذويبي.

## قطاع الذويبي
هو إقطاع من عبد العزيز آل سعود للأمير فيحان الذويبي على هجرة محيوة وهي أول ما نزل ثم أنتقل للخربه ثم أنتقل للميسرية وأقام بها قرية ثم أسسس عطا وبها وفاته ويشمل الإقطاع 3 قرى وهجر عطا. محيوة. الخيمة القصيم

## الخدمات
مركز الإمارة، مخفر شرطة، مستوصف صحي، مدارس بنات وبنين تعليم ابتدائي ومتوسط، البريد
وأقيمة مباني حكومية لمدارس البنين والبنات والمستوصف الصحي وملعب أقامته البلدية مؤخراً وينشئ مبنى للشرطة تتوفر في بلدة عطا خدمة الأتصالات (الهواتف الأرضية والنت، والجوال مشغلين).تم ربط منازل مركز عطا بشبكة ماء وبانتظار تشغيلها

## الزراعة
يشتهر مركز عطا بزراعة القمح وإن قلة المحاصيل بالوقت القريب بسبب نقص الماء لقلة الأمطار

## المراعي
يتميز مركز عطا بوجود المراعي حيث تعتبر مراعي وادي الرمة من أفضل المراعي التي يقصدها الناس وكان بها عدة عدود للماء

## الموقع الجغرافي
تقع غرب منطقة القصيم وتبعد عن مدينة بريدة 170 كم. وعن محافظة النبهانية 50 كم. وعن محافطة الرس 98 كم. وعن المدينة المنورة 365 كم.

## السكان
يبلغ عدد سكان مركز عطا 3.000 نسمة.

## المناخ
حار جاف صيفًا بارد مُمطر شتاء، وتبلغ درجة الحرارة صيفًا 45°م، وفي الشتاء تصل _7 تحت الصفر